# Nikolaus von Zitzewitz

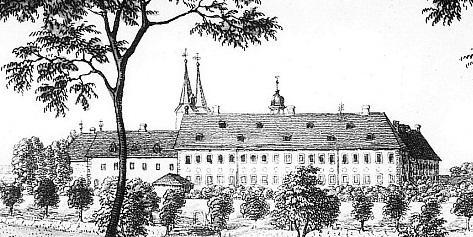
Kloster Huysburg (1810)

Nikolaus von Zitzewitz OSB (* 1. April 1634 in Beßwitz; † 24. Oktober 1704 im Kloster Huysburg) war Abt des Benediktinerklosters Huysburg und ein fürstbischöflich-münsterischer Diplomat.

## Leben

### Werdegang
Nikolaus von Zitzewitz stammte aus der pommerschen uradligen Familie von Zitzewitz. Er wurde am 1. April 1634 als ältester Sohn unter acht Kindern – sechs Söhnen und zwei Töchtern – des Georg von Zitzewitz in Besswitz in Hinterpommern geboren, einer der ältesten Besitzungen der Familie. Er erhielt seine Schulbildung in Stolp und ab 1650 auf dem Pädagogium Stettin. Im März 1652 schrieb er sich für lutherische Theologie an der Universität Greifswald ein, blieb dort aber nur kurz, da sein Vater 1654 starb; zudem verleidete ihm der an der Hochschule herrschende Pennalismus das Studium. Nach zehnmonatigem Aufenthalt in Besswitz ging er zur Fortsetzung seines Studiums an die Universität Helmstedt, wo Georg Calixt entscheidenden Einfluss auf ihn gewann. Calixt, führender Kopf der Ireniker im Konfessionsstreit, wollte nicht nur Lutheraner und Reformierte versöhnen, sondern bezog in seinen Einigungsplan auch die katholische Kirche ein. Diese Verständigungsversuche, die Nikolaus’ Charakter entgegenkamen, sowie die maßlosen Angriffe, mit denen besonders die orthodoxen Wittenberger Theologen den verehrten Lehrer überhäuften, führten Nikolaus zur Abkehr vom Protestantismus. Seinen Übertritt zur katholischen Kirche vollzog er 1656 in Köln, wo er vor dem päpstlichen Nuntius Giuseppe Maria Sanfelice das katholische Glaubensbekenntnis ablegte.

### Benediktiner in Werden, Siegburg und Corvey
Nach der Konversion trat er als Mönch in die Benediktinerabtei Werden ein. Seinen Oberen fiel er schon bald durch seine Klugheit auf. Nach kurzer Zeit wurde er vom Abt zum Kloster Siegburg entsandt, um dieses zu reformieren. Dabei zeigte sich Nikolaus so gewandt, dass ihn der Corveyer Fürstabt Arnold IV. de Valdois 1660 nach Corvey rief. Nach dessen Tod 1661 übernahm der Bischof von Münster Christoph Bernhard von Galen die Administration von Corvey. Er ernannte Nikolaus 1664 zum Cellerar (Wirtschaftsleiter) des Stifts. Corvey war hoch verschuldet und in Rechtsstreitigkeiten mit der Stadt Höxter verwickelt. Es gelang Nikolaus in wenigen Jahren, die Abtei nicht nur schuldenfrei zu machen, sondern ihr auch jährliche Einkünfte von 40.000 Talern zu sichern. Außerdem erreichte er, dass die Stadt Höxter, die Rudolf August von Braunschweig unter seine Hoheit zu bringen suchte, dem Stift erhalten blieb und die Streitigkeiten 1674 durch einen Rezess beendet wurden, der der Stadt eine neue Verfassung gab und insbesondere die Konfessionszugehörigkeit der Kirchen der Stadt endgültig regelte.

### Generalvikar, Abt, Diplomat und Statthalter
1673 ernannte Fürstbischof Bernhard von Galen Nikolaus zum Prior und Generalvikar und betraute ihn mit diplomatischen Missionen. 1676 wurde er mit ausdrücklicher Bewilligung des Kurfürsten Friedrich Wilhelm von Brandenburg zum Kloster Huysburg entsandt, das unter dem greisen Abt Sebastian von Horn einen Niedergang erlebt hatte. Der Konvent wählte Nikolaus am 29. Dezember 1676 einstimmig zum Verweser, und nach der erzwungenen Abdankung Sebastian von Horns wurde er im April 1677 als Abt des Klosters Huysburg bestätigt.
In kürzester Zeit blühte das Kloster unter seiner Leitung auf. Er bemühte sich auch, die während des Dreißigjährigen Kriegs verlorengegangenen Urkunden und Akten des Klosters wiederzubeschaffen. Besonders erwähnenswert ist seine Fortschreibung der Klosterchronik.
Nach wie vor blieb Nikolaus, der teils in Huysburg, teils in Corvey oder Halberstadt residierte, seinem fürstbischöflichen Freund von Galen ein kluger Berater. Besonders schwierige Missionen führten ihn an auswärtige Höfe. So war er 1677 während des schwedisch-dänischen Krieges am Hof Christians V. in Kopenhagen, wo ihm der König aus Dankbarkeit ein kostbares, mit Brillanten besetztes königliches Bild schenkte.
1677 wurde er zum Statthalter der von Schweden abgetretenen und kurzzeitig zum Hochstift Münster geschlagenen Herzogtümer Bremen und Verden ernannt.
Nach dem Tod Bernhards von Galen schenkte auch dessen Nachfolger Ferdinand von Fürstenberg Nikolaus sein Vertrauen und bestätigte ihn als Statthalter, bis Bremen-Verden am 29. März 1679 wieder an Schweden fiel.
Am 5. September 1696 wurde auf Veranlassung der Bursfelder Kongregation und mit Zustimmung des Kurfürsten Friedrich III. die verarmte Benediktinerabtei St. Simeon und Mauritius in Minden mit der Abtei Huysburg vereinigt, wodurch sich Nikolaus’ Wirkungskreis erheblich vergrößerte.
Seit 1684 kränkelte er, litt an Gicht und Koliken, seit Weihnachten 1703 schädigten mehrere Schlaganfälle seine Gesundheit. Gottergeben, so die Zeitzeugen, ertrug er die Plagen als himmlische Fügung und starb, umgeben von seinen Brüdern, am 24. Oktober 1704 nach 28 Jahren erfolgreicher Regierung. Am 10. November wurde er in Anwesenheit hoher geistlicher und weltlicher Würdenträger in der Huysburger Klosterkirche bestattet. Ein reichverziertes Epitaph erinnert an ihn.

## Trivia
Ein gemäß Klosterbrauch von Abt zu Abt vererbtes kostbares Kreuz soll ein Geschenk der Königin Charlotte von Preußen an Abt Nikolaus gewesen sein.
Von Zitzewitz gilt als einer der möglichen Verfasser des Vaticinium Lehninense.